# Катастрофа Boeing 727 в Мехико
Катастрофа Boeing 727 в Мехико — авиационная катастрофа пассажирского самолёта Boeing 727-64 авиакомпании Mexicana de Aviación, произошедшая в воскресенье 21 сентября 1969 года в окрестностях Мехико, при этом погибли 27 человек.

## Самолёт
Boeing 727-64 с регистрационным номером XA-SEJ (заводской — 19255, серийный — 331) свой первый полёт совершил 26 октября 1967 года, а 8 ноября был передан заказчику — мексиканской авиакомпании Mexicana de Aviación (коротко — Mexicana), где также получил имя Azteca de Oro. Был оснащён тремя турбовентиляторными (двухконтурными) двигателями Pratt & Whitney JT8D-7B.

## Катастрофа
Самолёт выполнял международный пассажирский рейс MX-801 из Чикаго (США) в Мехико (Мексика), а на его борту находился экипаж в составе 7 человек и 111 пассажиров, преимущественно американские туристы. При заходе на посадку на полосу «23 левая» лайнер вдруг стал быстро терять высоту, после чего в посадочной конфигурации зацепил трёхметровую железнодорожную насыпь в полутора километрах от торца полосы, и рухнул в болото, развалившись на части.
В результате происшествия погиб 21 пассажир и 5 членов экипажа. 56 человек выжили и были доставлены в госпиталь, включая 5 в тяжёлом состоянии. Позже от полученных ран один из них скончался в реанимации, таким образом увеличив число жертв трагедии до 27.

## Расследование
По изучению обломков было определено, что лайнер находился в нормальной посадочной конфигурации: шасси выпущены и зафиксированы, закрылки выпущены на 30°, стабилизатор установлен на угол 10,25° на кабрирование (подъём носа), предкрылки выпущены, спойлеры убраны. Параметрический самописец был поставлен на самолёт за два дня до происшествия, но с нарушениями, поэтому запись не осуществлял. Речевой самописец и вовсе отсутствовал, так как ранее был снят, а замену ему не поставили. Таким образом у следователей не было никаких улик, из-за чего они были вынуждены признать, что не могут определить причину катастрофы.